# Blast Chamber
Blast Chamber (Japans: きゅー爆っく; Kyu-Bakukku) is een videospel dat werd ontwikkeld door Attention To Detail Team en uitgegeven door Activision. Het spel kwam in 1996 uit de PlayStation en de Sega Saturn. Een jaar later volgde een release voor DOS. Het spel is een puzzelspel waarbij de speler zich als klein mannetje in het midden van de kamer bevindt. De kamer kan roteren door tegen de muren te springen. Op deze manier kunnen andere plekken van de kamer worden bereikt. De speler speelt tegen andere mannetjes en moet objecten pakken voordat anderen dit doen. Het perspectief wordt getoond in de derde persoon.

## Platforms
| Jaar | Platform                 |
| ---- | ------------------------ |
| 1996 | PlayStation, SEGA Saturn |
| 1997 | DOS                      |

## Ontvangst
| Beoordeeld door      | Jaar | Platform    | Score |
| -------------------- | ---- | ----------- | ----- |
| GamePro (US)         | 1997 | PlayStation | 100%  |
| NowGamer             | 1996 | PlayStation | 82%   |
| Absolute Playstation | 1996 | PlayStation | 79%   |
| Mega Fun             | 1997 | PlayStation | 76%   |
| Game Revolution      | 1996 | PlayStation | 75%   |
| Game Players         | 1996 | PlayStation | 64%   |
| GameSpot             | 1996 | PlayStation | 60%   |
| GameSpot             | 1997 | SEGA Saturn | 51%   |
| All Game Guide       | 1998 | SEGA Saturn | 40%   |